# Fiodor Andreïevitch Tolstoï
Le comte Fiodor Andreïevitch Tolstoï (27 décembre 1758 - 11 avril 1849 à Saint-Pétersbourg) est un membre de la famille Tolstoï, conseiller secret et sénateur. Il est connu avoir été un érudit bibliophile, collectionneur de manuscrits, et d'incunables.

## Biographie
Fiodor Tolstoï naît le 27 décembre 1758 dans la famille du comte Andreï Ivanovitch Tolstoï (1721-1803) et de son épouse née princesse Alexandra Ivanovna Chtchetina (1727-1811). Il atteint le rang de conseiller secret et il est sénateur à la fin de sa vie. Étant issu d'une famille nombreuse d'un propriétaire terrien aux terres plutôt limitées, il ne peut compter sur un héritage important; mais son mariage avec Stépanida Alexeïevna Dourassova, une des héritières du millionnaire Ivan Miasnikov, lui apporte une aisance certaine. Son épouse consacre sa dot à la construction de son manoir d'Ivanovskoïé où elle organise un théâtre privé dont la troupe est formée de ses paysans. Ivanovskoïé se trouve sur les terres de la future ville de Podolsk, au bord de la rivière Pakhra. Le comte Fiodot Tolstoï atteint un grand âge, puisqu'il meurt à l'âge de 90 ans. Il est enterré au cimetière du monastère Saint-Alexandre-Nevski à Saint-Pétersbourg. 

## Collection
Le comte Fiodor Tolstoï comptait parmi les grands bibliophiles de son époque en Russie. Il était membre de la Société des amateurs des lettres russes, fondée en 1811. La collection du comte comprenait: 
- Des manuscrits du XIe siècle au XVIIe siècle, dont des chroniques, des généalogies, des recueils de remèdes populaires, des manuscrits musicaux de notation ancienne;
- Des incunables et livres imprimés anciens (environ 400 tomes, publiés entre 1491 et 1727 à Rome, Amsterdam, Vienne, Cracovie, Wilno, Moscou);
- La collection complète des Vedomosti de Saint-Pétersbourg entre 1703 et 1727;
- Une sélection de premiers calendriers imprimés.

Pavel Stroïev travaille comme bibliothécaire du comte et en 1829 il publie une Description de la bibliothèque de livres anciens du comte F.A. Tolstoï. La plus grande partie de la collection est conservée à la bibliothèque de l'Académie des sciences de Russie, mais certains manuscrits se trouvent dans les fonds de la bibliothèque nationale russe (ancienne bibliothèque impériale publique). Cette dernière a acheté en 1830 1 302 manuscrits anciens russes de la collection. 